# Hebia parafacialis
Hebia parafacialis är en tvåvingeart som beskrevs av Chao och Zhou 1992. Hebia parafacialis ingår i släktet Hebia och familjen parasitflugor.
Artens utbredningsområde är Hunan (Kina). Inga underarter finns listade i Catalogue of Life.